# Anna Sandström
Se även Anna Sandström (politiker).
Anna Maria Carolina Sandström, född 3 september 1854 i Stockholm, död 26 maj 1931 i Stockholm, var en svensk skolföreståndare och reformpedagog. 

## Biografi
Anna var dotter till sekreteraren i lantmäteristyrelsen Carl Erik Sandström och Anna Hallström och efter föräldrarnas död fosterdotter till översten Hjalmar Hagberg. Hon studerade vid Högre lärarinneseminariet i Stockholm och var därefter lärare vid Åhlinska flickskolan 1874–1881. 
Otillfredsställd med den pedagogik som kom till uttryck där och under signaturen Uffe publicerade hon den uppmärksammade artikeln Gifva våra flickskolor berättigad anledning till missnöje? (1880) och skriften Språkkunskap och bildning (1882). Där menade hon att den dittillsvarande skolundervisningen, och främst i språken (och då i latin för pojkar och franska för flickor), måste komma bort från den mekaniska formalismen. Nya pedagogiska metoder måste till. Skrifterna väckte mycket stor uppmärksamhet och diskuterades av alla pedagogiskt intresserade.

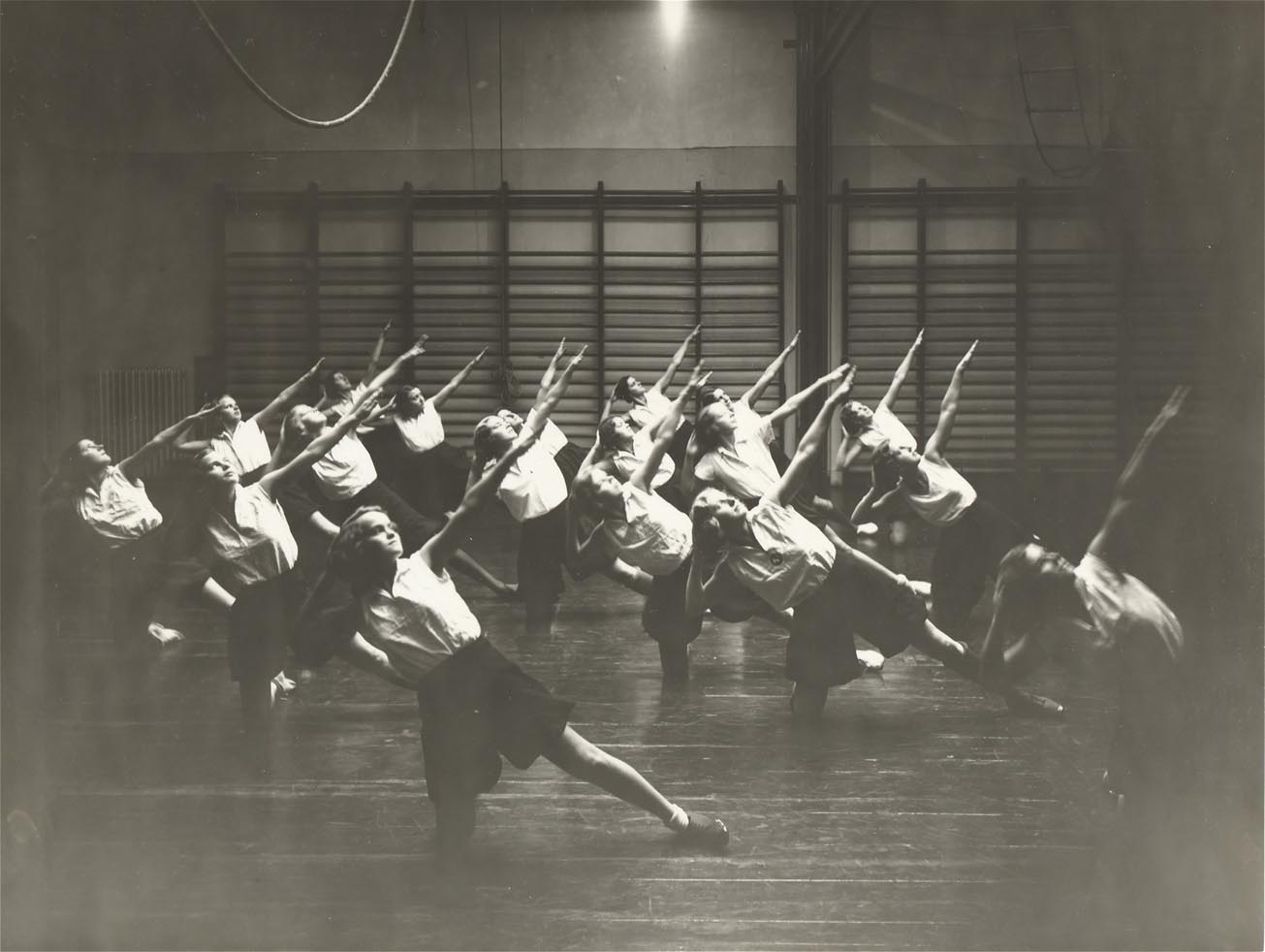
Gymnastiklektion i Anna Sandströms skola.

Sandström betraktas som den ledande reformpedagogen för flickundervisning i slutet av 1800-talet och var en banbrytare med sitt verk Realism i undervisningen (1882).  Hon närvarade som en av de mest uppmärksammade ledamöterna vid fyra av totalt sju flickskolemöten, där hon under mötena 1886, 1893, 1897 och 1901 företrädde de reformpedagogiska idéerna och ofta inbjöds att som auktoritet inleda debatterna och öppna mötet.

## Anna Sandströms skola
1881–1883 var hon lärare vid Södermalms högre läroanstalt för flickor i Stockholm, och grundade 1883 tillsammans med Fredrique Runquist Anna Sandströms skola, fram till 1895 samskola, därefter flickskola. Hon förestod denna skola fram till 1926. I anslutning till denna skola inrättades 1900 Anna Sandströms högre lärarinneseminarium. I båda skolorna undervisades efter Sandströms uppmärksammade reformpedagogik, som 1904 renderade henne den kungliga medaljen Illis Quorum.
Hon var syster till lasarettsläkaren i Sala, Ivar Sandström, bisköldkörtlarnas upptäckare 1877. Anna Sandström har en gata uppkallad efter sig i Fruängen, Stockholm.